# Deu-la-Deu Martins

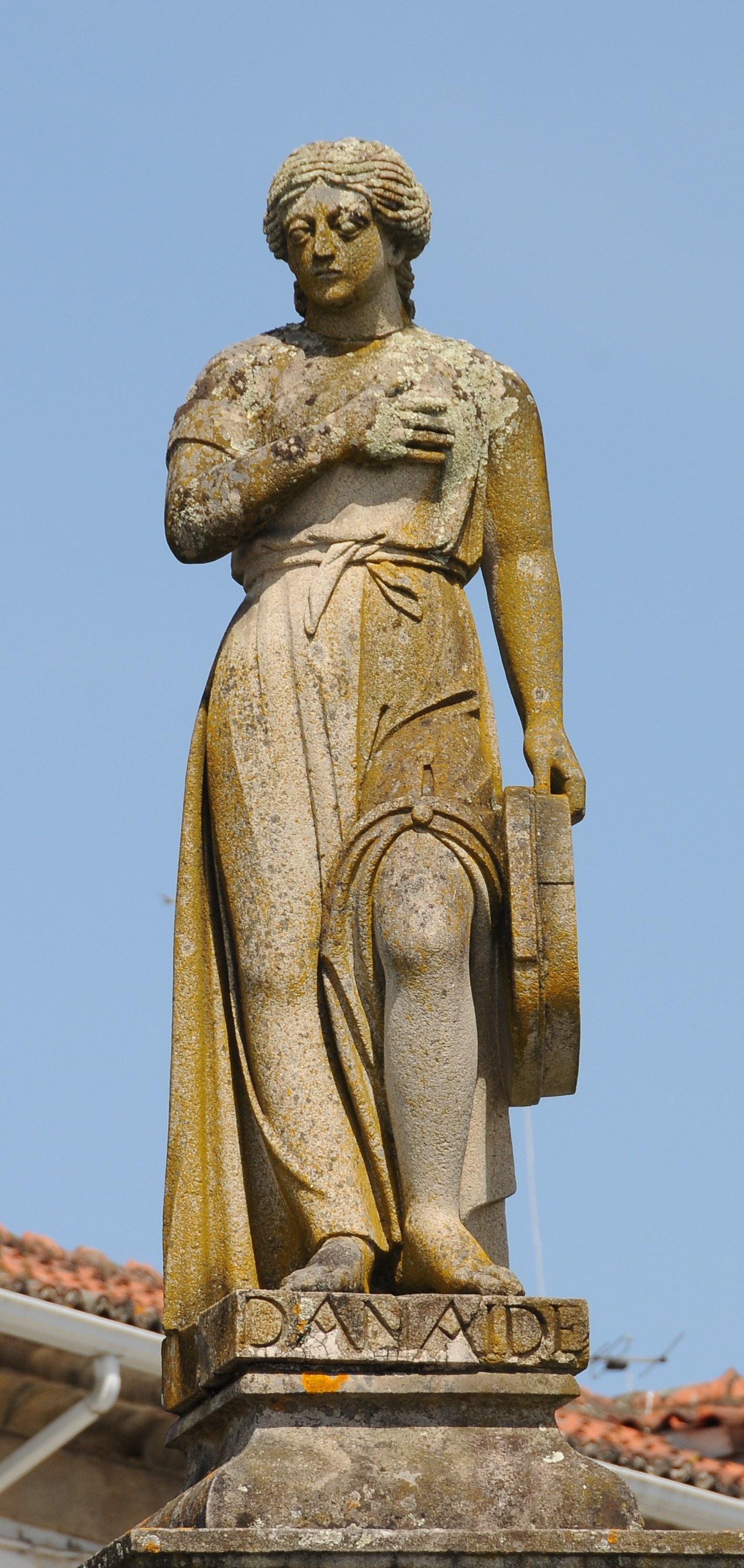
Statua raffigurante Deu-la-Deu Martins a di Monção

Deu-la-Deu Martins o semplicemente Deu-la-Deu (letteralmente "Dio la diede") è un'eroina leggendaria della storia portoghese, che sarebbe vissuta nel XIV secolo e il cui nome è legato alla città di  Monção, che avrebbe contribuito a difendere dall'assedio spagnolo del 1368.

## La leggenda
Nel 1368, Monção, città del nord del Portogallo situata al confine con la Spagna, era cinta d'assedio dall'esercito spagnolo, comandato da Pedro Rodrigues Sarmento, in seno alla guerra tra re Ferdinando del Portogallo e Enrico II di Castiglia.
L'assedio stava riducendo la popolazione di Monção alla fame, ma quando ormai era vicina alla resa, una ragazza, che di cognome faceva Martins e che era la moglie del comandante Vasco Gomes Rodrigues de Abreu, decise di usare l'ultima farina rimasta per cuocere del pane, che poi lanciò oltre le mura cittadine verso l'esercito spagnolo. Grazie a questo stratagemma, gli Spagnoli credettero che la popolazione di Monção potesse disporre ancora di molte provviste  e decisero così di ritirarsi.
Non si è in stati in grado di stabilire se si tratti di un fatto storico oppure di una semplice leggenda. Tuttavia, vi sono molte persone che dicono di essere discendenti di Deu-la-Deu Martins.

## Deu-la-Deu Martins nello stemma di Monção

Lo stemma di Monção con Deu-la-Deu Martins

Lo stemma di Monção raffigura Dieu-la-Dieu Martins in cima ad una torre mentre regge due pagnotte (una per mano), che è in procinto di lanciare.

## Altre raffigurazioni di Deu-la-Deu Martins
Una statua raffigurante Deu-la-Deu Martins si trova in Praça de Deu-la-Deu, a Monção.

## Tradizioni legate a Deu-la-Deu Martins
Un tempo in ricordo della leggenda di Deu-la-Deu Martins venivano preparati dei particolari panini, chiamati appunto pãezinhos da Deu-la-Deu.